# Плющівка
Плющі́вка (до 1945 року — Єфингар) — село в Україні, у Баштанській міській громаді Баштанського району Миколаївської області. Населення становить 734 особи.

## Історія
В 1806 році представники євреїв Чериковського повіту Могилівської губернії Нохім Фінкельштейн і Ізраїль Ленпорт звернулися до могилівського губернатора з проханням про переселення 36 сімей (198 чоловік) на нові землі. Для вирішення цього питання він відвідав Санкт-Петербург, де мав зустріч з державними чиновниками. Потім разом з іншими представниками чериковських євреїв Ліберманом він направився в Херсонську губернію, де вони вибрали ділянку в 6,5 десятин для будівництва колонії.
Перші поселенці – 48 сімей, 276 осіб, прибули для створення колонії в 1807 році, та дали назву колонії Єфінгар, що в перекладі з івриту означає «красива річка» («яфе – красивий і «нагар» - річка). Іншою неофіційною назвою колонії було Булгаков (Булгаковка) за прізвищем генерал-лейтенанта Булгакова Єгора Аврамовича, якому раніше була відписана ця земля в користування за службу. Це була перша єврейська землеробська колонія на Півдні України .
Станом на 1886 рік у колонії Полтавської волості мешкало 1392 особи, налічувалось 131 двір, існували лютеранський молитовний будинок, 2 єврейських молитовних будинки, 2 школи, 2 лавки, будинок для начальника 1-го округу, відбувався базар по п'ятницях.
7 (20) листопада 1917 року, відповідно до Третього Універсалу Української Центральної Ради, увійшло до складу Української Народної Республіки.  

## Населення
Згідно з переписом УРСР 1989 року чисельність наявного населення села становила 794 особи, з яких 386 чоловіків та 408 жінок.
За переписом населення України 2001 року в селі мешкала 731 особа.

### Мова
Розподіл населення за рідною мовою за даними перепису 2001 року:
| Мова       | Відсоток |
| ---------- | -------- |
| українська | 95,78 %  |
| російська  | 2,45 %   |
| молдовська | 1,77 %   |

## Відомі уродженці
- Аржанов Михайло Олександрович (1902—1960) — російський юрист, член-кореспондент АН СРСР (1939).